# Полония
Полония (на латински: Polonia – Полша) или Полска диаспора са всички поляци, които живеят извън границите на Полша.
Полония е определение на хората, които държат на своето полско потекло и на връзката си с Полша, но са родени извън границите на държавата. Те съхраняват връзките с народната традиция и култура като второ или следващо поколение и на различно ниво на идентифициране с Полша. Това определение се отнася например за полските общества в САЩ, Канада, Франция, Бразилия, в които преобладават хората, чиито предци са напуснали Полша преди десетилетия.
За Полония се определят само полските емигранти, но не и хората и техните потомци, живеещи на територии, които в миналото са принадлежали на полската държава, но в резултат на промяна на границите се намират извън Полша. Като аргумент за това твърдение се посочва това, че тези хора не са напускали Полша, само сменят границите на държавата, управлявана от поляци. Те самите се смятат за поляци, а не за Полония. След промяната на границите през 1945 г. съществуват 3 общности (като едното от тях изчезва) на полски местни жители извън границите на Полша. Към тези територии принадлежат:
- Заолже – в западната част на Тешинска Силезия. Полската общност е единственото национално (или етническо) малцинство в Чехия, което е свързано с конкретен географски район. Заолже се намира в североизточната част на страната и се състои от окръг Карвина и източната част на окръг Фридек-Мистек. Много поляци, живеещи в други региони на Чехия имат корени в Заолже.
- Спиш – в края на XIX в. полското население там е почти напълно асимилирано от словаците.
- Източни креси (на полски крес – граница) – поляци в Литва, поляци в Латвия, поляци в Украйна, поляци в Беларус.

Според статистическите данни извън територията на Полша живеят около 21 млн. поляци и хора с полски произход.

## Българската полония
Българската полония наброява приблизително 3000 души, от които около 2600 имат полско гражданство (по данни от 2011 г.). По-голямата част от поляците живеят в големите градове на страната.
В България функционират два училищни центъра за консултации – в София и във Варна, които с радост приемат не само деца от полски произход, но и деца на български граждани, които проявяват интерес към полския език и култура. Първото полско училище в София отворя врати на 20 януари 1975 г., а първата организация на Полония по българските земи е създадена през 1878 г. в София и носи името „Дружество за взаимна помощ“. В началото на осемдесетте години в България започват да се появяват и по-малки формации, наречени полонийни клубове. Първата такава организация е създадена на 6 юни 1981 г. във Варна. През същата година поляците в Добрич учредяват свое сдружение, а през 1982 г. се организират и полските граждани във Велико Търново. В София първата организирана среща на представители на Полонията се провежда през 1980 г. и се счита за раждането на Полското културно-просветно дружество „Владислав Варненчик“. Днес официалната организация на Полония в България функционира в 7 града: София, Пловдив, Бургас, Русе, Плевен, Стара Загора и Ямбол. Една от основните задачи на Полското културно-просветно дружество е да осигурява възможността за изучаване на полския език за децата от полски произход.
От 60-те години на миналия век в столицата функционира и Полски институт. Той не само кани полски артисти и творци, но и предоставя на посетителите си множество възможности за опознаване на полската история, култура, кинематография, освен това разполага с изключително богата библиотека, където могат да бъдат намерени повече от 15 хил. полски книги, както и неколкостотин филма. 

## Полски общности по света
| Държава                    | Полско население |
| Афганистан                 | 100              |
| Албания                    | 50               |
| Алжир                      | 250              |
| Андора                     | 10               |
| Аржентина                  | 450 000          |
| Армения                    | 1200             |
| Австралия                  | 200 000          |
| Австрия                    | 55 000           |
| Азербайджан                | 1000             |
| Бахрейн                    | 130              |
| Бангладеш                  | 20               |
| Белгия                     | 70 000           |
| Беларус                    | 396 000          |
| Боливия                    | 500              |
| Босна и Херцеговина        | 350              |
| Бразилия                   | 1 800 000        |
| България                   | 2600             |
| Ватикан                    | 50               |
| Венецуела                  | 4000             |
| Великобритания             | 853 000          |
| Виетнам                    | 100              |
| Гана                       | 100              |
| Гърция                     | 50 000           |
| Грузия/Абхазия             | 6000             |
| Гвиана                     | 100              |
| Гватемала                  | 100              |
| Германия                   | 2 000 000        |
| Дания                      | 20 000           |
| Доминиканска република     | 100              |
| Египет                     | 600              |
| Еквадор                    | 350              |
| Естония                    | 2193             |
| Етиопия                    | 100              |
| Замбия                     | 100              |
| Зимбабве                   | 800              |
| Испания                    | 45 000           |
| Индия                      | 100              |
| Индонезия                  | 100              |
| Ирак                       | 100              |
| Иран                       | 100              |
| Ирландия                   | 122 585          |
| Исландия                   | 7000             |
| Израел                     | 4000             |
| Италия                     | 110 000          |
| Йемен                      | 50               |
| Йордания                   | 250              |
| Кипър                      | 2859             |
| Камерун                    | 100              |
| Канада                     | 900 000          |
| Казахстан                  | 100 000          |
| Кения                      | 100              |
| Киргистан                  | 1400             |
| Колумбия                   | 3000             |
| Конго                      | 100              |
| Коста Рика                 | 200              |
| Куба                       | 150              |
| Кувейт                     | 250              |
| Кот д’Ивоар                | 100              |
| Ливан                      | 700              |
| Либия                      | 350              |
| Лихтенщайн                 | 10               |
| Литва                      | 235 000          |
| Люксембург                 | 3000             |
| Латвия                     | 60 416           |
| Македония                  | 162              |
| Мадагаскар                 | 80               |
| Малайзия                   | 100              |
| Малта                      | 30               |
| Мароко                     | 500              |
| Мавритания                 | 100              |
| Мавриций                   | 50               |
| Мексико                    | 10 000           |
| Молдова                    | 10 000           |
| Монако                     | 100              |
| Мозамбик                   | 10               |
| Никарагуа                  | 100              |
| Нигерия                    | 100              |
| Норвегия                   | 70 103           |
| Нова Зеландия              | 6000             |
| Нидерландия                | 60 000           |
| Обединени Арабски Емирства | 3000             |
| Панама                     | 200              |
| Папуа Нова Гвинея          | 20               |
| Парагвай                   | 10 000           |
| Пакистан                   | 50               |
| Перу                       | 5000             |
| Португалия                 | 3000             |
| Република Южна Африка      | 35 000           |
| Русия                      | 95 000           |
| Румъния                    | 10 000           |
| Руанда                     | 100              |
| Северна Корея              | 11               |
| Сенегал                    | 100              |
| Сърбия и Черна Гора        | 1200             |
| Сингапур                   | 200              |
| Словакия                   | 3084             |
| Словения                   | 200              |
| Съединени американски щати | 9 292 875        |
| Судан                      | 100              |
| Сирия                      | 600              |
| Таджикистан                | 2000             |
| Тайланд                    | 100              |
| Тайван                     | 100              |
| Танзания                   | 100              |
| Тунис                      | 500              |
| Турция                     | 1000             |
| Туркменистан               | 5000             |
| Уганда                     | 100              |
| Украйна                    | 144 100          |
| Уругвай                    | 10 000           |
| Узбекистан                 | 5000             |
| Унгария                    | 20 000           |
| Финландия                  | 5000             |
| Филипини                   | 100              |
| Франция                    | 1 050 000        |
| Хондурас                   | 100              |
| Швейцария                  | 20 000           |
| Швеция                     | 100 000          |
| Южна Корея                 | 100              |
| Япония                     | 600              |

|  | Тази страница частично или изцяло представлява превод на страницата Polonia в Уикипедия на полски. Оригиналният текст, както и този превод, са защитени от Лиценза „Криейтив Комънс – Признание – Споделяне на споделеното“, а за съдържание, създадено преди юни 2009 година – от Лиценза за свободна документация на ГНУ. Прегледайте историята на редакциите на оригиналната страница, както и на преводната страница, за да видите списъка на съавторите. ВАЖНО: Този шаблон се отнася единствено до авторските права върху съдържанието на статията. Добавянето му не отменя изискването да се посочват конкретни източници на твърденията, които да бъдат благонадеждни. |